# Maritimidade
Maritimidade é uma medida da influência da umidade do mar sobre cidades ou países que tenham seus territórios próximos ao litoral, provocando um aumento da umidade relativa do ar, possibilitando a ocorrência de chuvas e/ou contato mais intenso com as massas de ar que vêm dos oceanos, o que implica a caracterização das temperaturas locais e regionais. O contrário é o que ocorre com a continentalidade.
A proximidade em relação ao mar suaviza ou ameniza as temperaturas. As superfícies líquidas também ajudam a explicar as diferenças de temperatura no globo terrestre. Apresentam baixa amplitude térmica, ou seja, pouca variação de temperatura durante o ano. Com invernos menos rigorosos que outras regiões. 